# Loke v Tuhinju
Loke v Tuhinju – wieś w Słowenii, w gminie Kamnik. W 2018 roku liczyła 255 mieszkańców.